# Scala naturae

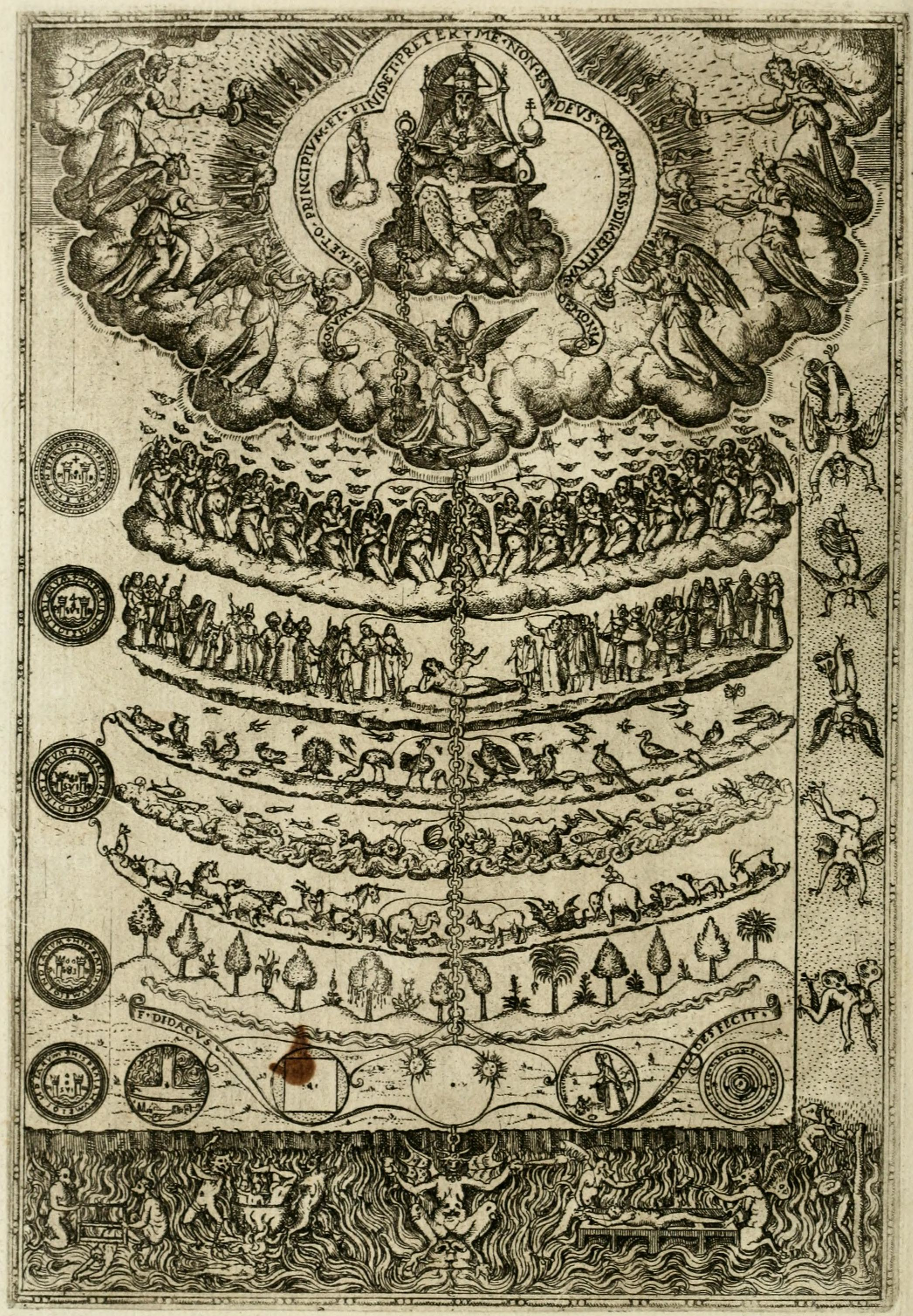
Representación de la Cadena de los seres en la obra Rhetorica Christiana de Diego de Valadés, 1579.

La scala naturae («escala natural»), cadena de los seres o gran cadena del ser es una estructura jerárquica de toda materia y vida, que el cristianismo medieval pensaba había sido decretada por Dios. La cadena comienza con Dios y desciende a través de los nueve círculos de ángeles, los humanos, los animales y las plantas hasta los minerales.
De ahí deriva una idea recurrente en la historia de la biología, según la cual todos los organismos pueden ser ordenados de manera lineal, continua y progresiva, comenzando por el más simple hasta alcanzar el más complejo, que normalmente se identifica como el ser humano. Hoy en día se considera una teoría científica obsoleta.

## Origen de la idea
La idea de la escala natural se remonta a las más antiguas representaciones de la naturaleza, como La Escalera de Jacob, en la Biblia. En filosofía, el inicio de esta idea se encuentra en el Timeo de Platón, en el que las formas animales aparecen como resultado de la degradación progresiva a partir del hombre.

## La idea descala naturaeen filosofía de la naturaleza

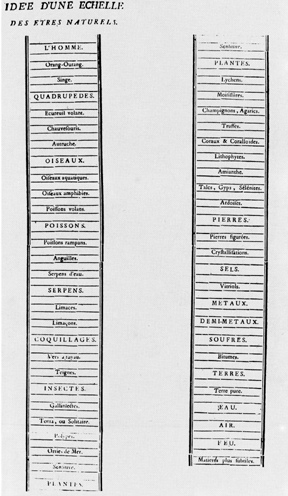
La Escala Natural según Charles Bonnet

Aristóteles construye varias series orgánicas en función de diversos criterios. En contraposición a la postura descendente de Platón, Aristóteles constituyó un proceso ascendente progresivo, hasta llegar al humano. El teocentrismo medieval añadió a los ángeles y a Dios. No obstante, se trata todavía de una conceptualización muy vaga de la idea, que no llegará a sistematizarse hasta el Renacimiento, cuando empieza a proliferar el interés por las formas intermedias entre animales y plantas. Destaca la obra de Edward Tyson (1651-1708).
En el siglo XVIII la idea de la scala naturae conoce su mayor apogeo, vinculándose con el tema de la unidad anatómica de los animales. La obra de Leibniz y sus trabajos sobre el cálculo infinitesimal darán un nuevo impulso a la idea, que se resume en la célebre frase «La naturaleza no hace saltos». Así, la creencia en la scala naturae se hace común a la mayoría de los naturalistas, como Buffon o Linneo, si bien es Charles Bonnet quien lleva más lejos esta convicción.